# Курочкино (Опочецкий район)
Курочкино — деревня в Опочецком районе Псковской области. Входит в состав Болгатовской волости. До 3 июня 2010 года входила в состав ныне упразднённой Духновской волости. Численность населения по состоянию на 2000 год составляла 15 человек, в 2011 году — 7 человек.

## География
Деревня находится в юго-западной части региона, в зоне хвойно-широколиственных лесов, тремя кварталами вдоль автодороги 58К-004, в 48 км к востоку от города Опочка и в 8 км к востоку от деревни Духново.

### Климат
Климат характеризуется как умеренно континентальный, влажный. Средняя многолетняя температура самого холодного месяца (января) составляет −7,3 °С (абсолютный минимум — −42 °C), средняя температура самого тёплого (июля) — 18°С (абсолютный максимум — 36 °C). Продолжительность безморозного периода составляет в среднем 137 дней. Среднегодовое количество осадков — 562 мм, из которых 405 мм выпадает в период с апреля по октябрь.

## История
В 1941—1944 гг. местность находилась под фашистской оккупацией войсками Гитлеровской Германии.
До 1995 года деревня входила в Духновский сельсовет. Постановлением Псковского областного Собрания депутатов от 26 января 1995 года все сельсоветы в Псковской области были переименованы в волости и деревня стала частью Духновской волости.
На референдуме 11 октября 2009 год было поддержано объединение Духновской волости с соседней Болгатовской волостью.
В 2010 году Духновская волость, вместе с Кунино и другими населёнными пунктами, была влита в состав сельского поселения Болгатовская волость.

## Население
| 2001 | 2002 | 2010 | 2013 | 2014 | 2015 | 2016 |
| ---- | ---- | ---- | ---- | ---- | ---- | ---- |
| 15   | ↘10  | ↘4   | ↗7   | →7   | →7   | →7   |

Согласно результатам переписи 2002 года, в национальной структуре населения русские составляли 100 %.

## Инфраструктура
Личное подсобное хозяйство. В деревне 12 домов.

## Транспорт
Проходит автодорога 58К-004 Бежаницы — Кудеверь — Болготово.
Остановка общественного транспорта «Курочкино».